# Мочилно
Мочилно (словен. Močilno) — поселення в общині Радече, Савинський регіон, Словенія. Висота над рівнем моря: 579,8 м.